# Vroeg-16e-eeuwse kloosters op de hellingen van de Popocatépetl
De vroeg-16e-eeuwse kloosters op de hellingen van de Popocatépetl liggen verspreid over de Mexicaanse deelstaten Puebla en Morelos.
De veertien buitengewoon goed bewaard gebleven kloosters zijn kort na de Spaanse verovering van Mexico tussen 1525 en 1570 door franciscanen, dominicanen en augustijnen gebouwd. Deze kloosterorden hebben een groot deel van de inheemse bevolking van Centraal-Mexico bekeerd tot het Christendom. De gebouwen zijn een voorbeeld van vroeg Spaans-koloniale architectuur en staan op de werelderfgoedlijst van UNESCO.
Deze kloosters zijn:
- in Morelos:
  - Atlatlahucan
  - Cuernavaca
  - Tetela del Volcan
  - Yautepec
  - Ocuituco
  - Tepoztlan
  - Tlayacapan
  - Totolapan
  - Yecapixtla
  - Hueyapan
  - Zacualpan de Amilpas
- in Puebla:
  - Calpan
  - Huetotzingo
  - Tochimilco

Agavelandschap en oude industriële faciliteiten van Tequila · Hydraulisch systeem van het aquaduct van Padre Tembleque · Oude Mayastad en beschermde tropische regenwouden van Calakmul, Campeche · Historische versterkte stad Campeche · Precolumbiaanse stad Chichén Itzá · Centrale Universiteitsstadscampus van de Nationale Autonome Universiteit van Mexico · Biosfeerreservaat El Pinacate y Gran Desierto de Altar · El Camino Real de Tierra Adentro · Precolumbiaanse stad El Tajín · Franciscaanse missieposten in de Sierra Gorda van Queretaro  · Historische stad Guanajuato en aangrenzende mijnen · Hospicio Cabañas, Guadalajara · Eilanden en beschermde gebieden in de Golf van Californië · Luis Barragánhuis en -studio · Historisch Centrum van Mexico-Stad en Xochimilco · Vroeg-16e-eeuwse kloosters op de hellingen van de Popocatépetl · Historisch centrum van Morelia · Historisch centrum van Oaxaca en Monte Albán · Precolumbiaanse stad en nationaal park Palenque · Archeologische zone van Paquimé, Casas Grandes · Historisch centrum van Puebla · Historische monumentenzone van Querétaro · Revillagigedo-archipel · Biosfeerreservaat van de monarchvlinder · Rotstekeningen van de Sierra de San Francisco · Beschermde stad San Miguel en het Heiligdom van Jesús de Nazareno de Atotonilco · Sian Ka'an · Precolumbiaanse stad Teotihuacan · Historische monumentenzone van Tlacotalpan · Precolumbiaanse stad Uxmal · Walvisreservaat van El Vizcaíno · Archeologische monumentenzone van Xochicalco · Historisch centrum van Zacatecas · Tehuacán-Cuicatlánvallei: oorspronkelijke habitat van Mesoamerika